# Зелке-Ауе
Зелке-Ауе (њем. Selke-Aue) општина је у њемачкој савезној држави Саксонија-Анхалт. Једно је од 20 општинских средишта округа Харц. Према процјени из 2010. у општини је живјело 1.611 становника. Посједује регионалну шифру (AGS) 15085287.

## Географски и демографски подаци
Зелке-Ауе се налази у савезној држави Саксонија-Анхалт у округу Харц. Општина се налази на надморској висини од 120 метара. Површина општине износи 36,7 km². У самом мјесту је, према процјени из 2010. године, живјело 1.611 становника. Просјечна густина становништва износи 44 становника/km².